# محمد بن عبو
محمد بن عبو (بالإسبانية: Abén Abo)‏ أو الاسم الإسباني دييغو لوبيز (بالإسبانية: Diego Lopez)‏، القائد الثاني في حرب البشرات 1568-1571 بعد مقتل قائد الثورة محمد بن أمية، كان من أوئل من انضموا للثورة فور قيامها.

## المبايعة
بعد استشهاد محمد بن أمية اقترح قواد الثورة، بيعة أحد قائدي المتطوعين، حسين أو أخيه. فرفضا واقترحا مبايعة ابن عبو شرط أن يوافق أمير أمراء الجزائر على ذلك. فوصلت موافقة هذا الأخير مع بعض التعزيزات العسكرية بعد ثلاثة شهور، فنصب ابن عبو سلطانا للأندلس تحت اسم عبد الله محمد بن عبو، وقد انضم إلى الثورة في أوجها ما يقارب ثلاثين ألف مقاتل، منهم حوالي 5.000 من المتطوعين الأتراك والجزائريين والمغاربة.

## إعادة تنظيم الثورة
أعاد ابن عبو فور مبايعته، تنظيم جيش المجاهدين، واستقدم السلاح والذخيرة من موانئ المغرب والجزائر، ثم نظم ابن عبو جيشا قوامه عشرة ألاف مجاهد ثم اتجه بهم لحصار مدينة أرجبة وقلعتها أواخر شهر أكتوبر سنة 1569م بعد محاولات فاشلة لاقتحام أسوارها، فطلب قائد حاميتها النجدة من خوان النمساوي في غرناطة فأنجده بقوة تحت قيادة دوق دي سياسة، فلم تفلح هذه القوة في فك حصار المجاهدين الذين قطعوا الطريق إليها في لاجرون. فنجح المسلمون في تحرير أرجبة ثم حرروا غليرة وهي قلعة ذات موقع استراتيجي رفيع فأتت من أشكر قوات مساندة لجيش دوق دي سياسة فهزمهم المجاهدون في معركة عنيفة.
واستتبت وحدة المجاهدين حول ابن عبو الذي انتشر سلطانه إلى مناطق مالقة ورندة وكثرت هجماته على مرج غرناطة وفي أوائل نوفمبر عام 1569م حررت قوة من المجاهدين بقيادة خريمينو بن المليح حصن أرية بعد معركة عنيفة، إذ كانت حامية أرية النصرانية تغير على قرى المسلمين المجاورة لها خاصة منتربة.

## تجهيز ملك إسبانيا ثلاث جيوش
جمع ملك إسبانيا أقصى ما يمكن من قواته للقضاء على الثورة الأندلسية فجهز ثلاثة جيوش: أكبرها تحت قيادة أخيه خوان النمساوي وثانيها تحت قيادة دوق دس سياسة ووثالثها تحت قيادة انطونيو دي لونا. ونجحت هذه الجيوش الثلاثة في أخذ المبادرة من يد المجاهدين، وقد تزعزعت وحدتهم بعد مقتل ابن أمية وقلت الإمدادات التي كانت تصلهم وقرر الملك حسم الموقف مهما كان الثمن خوفا من أن ينظم مسلمو بلنسية ومرسية إلى المجاهدين.
فأمر الملك في أواخر ديسمبر عام 1569 م جيش خوان النمساوي بالتحرك فانطلق الجيش من غرناطة إلى حصن أبشر ومنه إلى وادي أش، ووصل إلى بسطة في 29 ديسمبر 1569م حيث أقام بضعة أيام لتنظيم خطته ثم اتجه خوان النمساوي بقوة تعدادها 12.000 جندي إلى حصن غليرة واحتل في طريقه من يد المسلمين حصن غولجر وكان يدافع على غليرة حوالي 3.000 من المجاهدين من بينهم فرقة من المتطوعين العثمانيين وساهم في الدفاع عنها النساء الأندلسيات بأسلحتهن وكان ماركيز دي بلش قد حاصر غليرة مدة طويلة، وعجز عن احتلالها فأقاله خوان النمساوي في ديسمبر عام 1569م.
قاوم المدافعون عن غليرة جيش خوان النمساوي مقاومة عنيفة ومنعوه من اقتحام الحصن والبلدة. فحفر الجيش خندقا حول البلدة واستعمل المدفعية ضد حصنها، ثم حاصرها حصارا طويلا تكبد فيه مئات القتلى والجرحى. وفي 10 فبراير 1570م انهارت مقاومة المجاهدين ودخل الجيش البلدة في حمى جنونية من القتل والسلب وامر خوان النمساوي بقتل جميع الأسرى من رجال ونساء واطفال، قتل منهم 1.400 بحضوره وخربت البلدة وو شتت الملح على أرضها.
وفي نفس الشهر توجه جيش خوان النمساوي شرقا وزحف على بلدة صيرون فتوجهت إليه قوة تعدادها حوالي ستة الاف مجاهد بقيادة الحبقي وابن المليح ووقعت معركة طاحنة حول البلدة قتل فيها المجاهدون عددا كبيرا من الجنود والضباط الإسبان على راسهم دون لويس كيخادا مربي خوان النمساوي قائد الجيش وكان يعده في رتبة والده كما كان كيخادا صديقا مقربا للملك شارل الخامس فهزم المجاهدون جيش خوان النمساوي وشتتوه وكادوا أن يقتلوا قائده.
ثم وصلت تعزيزات جديدة للجيش الإسباني فعاد إلى حصار صيرون ونجح في 5 مارس 1570 م في اقتحام البلدة فنجا الحبقي مع قلة من المجاهدين بينما فشا القتل والسلب والنهب والإسترقاق فيمن وقع في يد الجيش.
ثم توجه جيش دون خوان النمساوي غربا فاحتل حصن نجولة واسترق فيه 400 طفل وامرأة ودمره ثم احتل على التوالي حصون برشانة(بورتشينا) وكنتورية وتهالي. وفي أواخر أبريل وصل الجيش إلى سهل البدول بالبشرات, وانتطر قدوم جيش دوق دي سياسة.
خرج جيش دوق دي سياسة من غرناطة في شهر فبراير وعبر جبال البشرات من الغرب إلى الشرق ينشر القتل والرعب والدمار في طريقه إلى أن وصل في أواخر شهر أبريل إلى سهل البدول بالبشرات حيث التقى بالجيش الأول.
وخرج جيش أنطونيو دي لونا من أنتقيرة فوصل في أوائل شهر مارس إلى جبال بني طوميز شرق مالقة لإخضاعها.
وفي 14 مارس 1570 أمر خوان النمساوي باقي المسلمين في حاضرة غرناطة ومرجها بالخروج منها إلى قشتالة.
وفي 19 مارس جمعمهم الجيش في قوافل ووزعهم على قرى قشتالة النائية وقد مات أكثرهم في الطريق مرضا أو قتلا وبيع عدد كبير منهم في أسواق النخاسة.

## الإستغاثة بالدولة العثمانية
وأمام هذا الوضع الحرج أخذ السلطان ابن عبو يستغيث بالدولة العثمانية من جديد. فأرسل كتابا إلى أمير أمراء الجزائر علي باشا وأخر إلى مفتي القسطنطينية مؤرخا ب11 شعبان عام 977 هـ 11 فبراير 1570م.
وخذل العالم الإسلامي مرة أخرى الأمة الأندلسية. ففي هذه الثورة الأخيرة التي ضحى فيها الأندلسيون تضحية لم يضحها شعب في التاريخ قبلهم للحفاظ على دينهم الإسلام ولغتهم العربية وحضارتهم، لم تبعث الدولتان الإسلاميتان في البحر الأبيض المتوسط حينذاك العثمانية والسعدية إلا بمساعدات ضئيلة ومتأخرة، ومعظم من انظم إلى المجاهدين الأندلسيين من أتراك وجزائريين ومغاربة إنما تطوعوا للجهاد في سبيل الله وطلب الاستشهاد وفد استبسلوا في القتال واستشهدوا بالآلاف.
بعد التقاء جيشي خوان النمساوي ودوق دي سياسة في سهل البدول اتجها جنوبا إلى أندرش حيث وصلا في شهر مايو وتوجهت من أندرش كتائب بقيادة دوق دي سياسة لإخضاع حصون كمبيتة ومارو ونرجة وبرجة وقمارش وكوثر وبني مرغوشة، فاحتلوها ونقلوا أهلها الذين سلموا من القتل والإسترقاق إلى قشتالة وتتابعت المعارك في منطقة رندة غربا وحرر المجاهدون حصن الحصينة وقصر بنيرة وحاصروا أربوطوا في الجبل الأحمر. فتوجه إليهم جيش يقيادة دوق دي أركش دخل معهم في معارك أدت إلى انهزامهم واستسلامهم في 20 سبتمبر 1570 م.

## الإنقسام بين ثلاثة آراء
وأمام هذه الانهزامات المتواصلة ويأس المجاهدين من أي عون فعال من العثمانيين والسعديين افترق المجاهدون بين ثلاثة أراء: منهم من اثر الجهاد إلى الإستشهاد مفضلا ذلك عن الإستسلام وما يتبعه من تنصير واسترقاق أو الموت ذلا تحت سلكة الأعداء وكان ابن عبو على رأس هذا الفريق ومنه ممن رأى عدم جدوى متابعة الجهاد ورجح التفاوض مع النصارى للإستسلام بأفضل الشروط الممكنة وكان فراندو الحبقي على رأس هذا الفريق ومنهم من اثر الهجرة بنفسه وأهله إلى السواحل الجزائرية والمغربية والخروج من الجحيم الذي هم فيه، فعبر البحر منهم عدد كبير منذ فبراير 1570م.

## التفاوض مع الملك الإسباني
وفي 5 فبراير 1570م اجتمع في مرتفعات جبل شلير هرناندو برادة أحد وجوه وادي آش الأندلسيين بالحبقي الذي أصبح قائدا عاما لجيوش المجاهدين بعد استشهاد ابن المليح في غليرة دخل برادة وسيطا بين الإسبان والمجاهدين بموافقة خوان النمساوي وعرض على الحبقي إنهاء القتال مقابل العفو العام عن المجاهدين وتتابعت المفاوضات فاقترح الحبقي على خوان النمساوي إفناع ابن عبو وباقي زعماء الأندلسيين بالاحتفاظ بالبشرات والتخلي عن جميع ما بيدهم من مناطق خارجها بما فيها وادي المنصورة وإعلان الهدنة مقابل إعطاء الأمان على أرواح جميع المجاهدين وافق خوان النمساوي مبدئيا على ذلك، واستصدر أمرا ملكيا بالعفو عمن يسلم سلاحه من الأندلسيين في ظرف عشرين يوما من إعلانه، شرط أن يكون عمره بين الخامسة عشرة والخمسين عاما، وأن يمضوي تحت قيادة وطاعة الملك فيليب الثاني.
ويسمح القرار لكل من يستسلم بتقديم شكواه ويعد ببحثها بعناية كما وعد القرار بإعطاء جائزة لكل من يستسلم وإطلاق سراح شخصين من عائلته وخكم القرار بالإعدام على من يرفض الاستسلام عدا النساء والأطفال دون الخامسة عشرة وعين القرار مراكز للاستسلام تابعة لخوان النمساوي والدوق دي سياسة ووزعت بين الأندلسيين مناشير مزورة باسم أحد الفقهاء تدعو المجاهدين إلى الإستسلام «تخلصا من المصائب التي جرها عليهم ابن عبو» وفي نفس الوقت تابع خوان النمساوي القتل والسبي بين الأندلسيين مسالمين كانوا أو محاربين.
وفي هذا الجو القاتم تتابعت المفاوضات. ورفض معظم المجاهدين الاستجابة لنداء خوان النمساوي لعدم ثقتهم بوعود النصارى ومال ابن عبو إلى التفاوض للحصول على أحسن ظروف للاستسلام عندما عجز عن الدفاع عن قومه وتخليصهم مما أصابهم.

## ابن عبو يرفض الاستسلام
أمر خوان النمساوي دون ألونسو دي غرناطة بنيغش أحد زعماء الأندلسيين بالكتابة إلى صديقه ابن عبو لحثه عل الاستسلام فكتب له رسالة بتاريخ 18 ابريل 1570م حاول فيها إقناعه بإنهاء «هذه الحروب المشؤومة» ويطلب منه إرسال وفد باسمه للتفاوض على شروط الاستسلام والمصالحة فرد ابن عبو رسالة بتاريخ 24 ابريل 1570م يرمي فيها مسؤولية إشعال الثورة ومأسي الحرب على القشتاليين بسبب اضطهادهم للأندلسيين وإرغامهم على التنكر لدينهم وأكد في رسالته عدالة الجهاد ورفض الإستسلام بدون شرط ثم طلب ابن عبو من بنيغش الحصول على أمان من الملك للحبقي ليتفاوض مع القشتاليين باسم المجاهدين لإنهاء الحرب. وهكذا عين ابن عبو الحبقي مفاوضا رسميا باسم الثورة الأندلسية وجعله ممثلة المؤتمن.

## اتفاق الحبقي مع الإسبان على الإستسلام
وتتابعت المفاوضات بين الإسبان والحبقي عن طريق هرناندو برادة وألونسو بنيغش ثم اجتمع الحبقي مع مندوبي الملك عدة مرات. وفي 13 مايو 1570م اقترح الحبقي على بنيغش في فندون أندرش شروط الإستسلام فنقلها بنيغش إلى خوان النمساوي الذي جمع المجلس العسكري فطلب المجلس أن يأتي الحبقي بتفويض من قادة المجاهدين بتمثيلهم. فعاد الحبقي إلى فوندون أندرش يوم 19 مايو 1570م بتفويض من ابن عبو وتم الإتفاق مع ممثلي الإسبان على أن ذهب باسم ابن عبو وباقي قواد الجهاد إلى الأمير خوان النمساوي ويسلم إليه السلاح والعلم ويطلب الصفح والرحمة وبعد ذلك يعفو عنه الأمير باسم الملك، ويصدر العفو العام عن الأندلسيين ويضمن لهم حياتهم وأملاكهم، ويؤمنهم من الاعتداء عليهم ويسمح لهم بإقامة العلاقات الاجتماعية فيما بينهم من زواج إلى أخره ويرسل المحاربين المستسلمين مع نسائهم وأطفالهم إلى الأماكن التي تحدد لهم على أن تخلى جبال البشرات منهم. وقبل الحبقي الشروط جميعها.
وتنفيدا للإتفاق، تقدم الحبقي في 22 مايو 1570م على رأس 300 مجاهد إلى خيمة خوان النمساوي في أندرش، وسلمه سيفه وعلم الإستسلام باسم عبو فقبله الأمير وأرجع له سيفه ومنحه الأمان بألا يتعدى عليه ولا يزعج ولا يلاحق ولا ينهب وسمح للمستسلمين بالإقامة أينما أرادوا في مملكة غرناطة خارج البشرات.
ثم عاد الحبقي إلى ابن عبو ليخبره بما تم وأرسل معه خوان النمساوي مندوبين لقبول الإستسلام من ابن عبو فلما اطلع ابن عبو على الشروط التي وافق عليها الحبقي اتهمه بتجاوز التفويض الذي أعطاه إياه واتهمه بالغدر والخيانة إذ لم يحصل للأندلسيين على شيء كإلغاء قرارات التنصير ومحو اللغة العربية وفوق كل ذلك وافق الحبقي على تهجير الأندلسيين من البشرات فلم الجهاد ؟ ولما التضحيات؟

## ابن عبو يتهم الحبقي بالخيانة ويقوم بإعدامه
وفي 25 مايو 1570م عاد الحبقي إلى معسكر خوان النمساوي وأخبره بمعارضة ابن عبو للإتفاقية ثم اقترح عليه تنفيذها دون ابن عبو وأن يأتي به موثوقا فوافق خوان النمساوي وأرسل في نفس الوقت ممثلا عنه إلى ابن عبو يوم 28 مايو 1570م يحاول إقناعه بالإستسلام فلم يفلح وساند المتطوعون موقف ابن عبو فعمل الحبقي على إرجاعهم إلى بلدانهم وأخذ يروج للإستسلام فتوجه على رأس قوة للقبض على ابن عبو لكن المجاهدين هزموه وقبضوا عليه وسلموه موثوقا لابن عبو الذي اتهمه بالخيانة وأمر بإعدامه فأعدم الحبقي وأخفي ابن عبو موته لمدة ثلاثين يوما وتابع ابن عبو المفاوضات مع خوان النمساوي على شروط أفضل بواسطة هرناندو برادة وتابع في نفس الوقت جهوده في إعادة بعث الثورة، فأرسل رسله إلى المناطق المختلفة يحثون الأندلسيين على متابعة الجهاد.

## رفض ابن عبو الإستسلام
وفي 30 يوليو 1570م أرسل خوان النمساوي مبعوثا ليتفاوض مع ابن عبو وعرض الإستسلام عليه مقابل عروض مغرية لشخصه فأجاب ابن عبو بأنه يشهد الله أنه لا يرغب في الملك وحيث إن الأمة الأندلسية انتخلته سلطانا
عليها فإنه لن يستسلم ولو ظل مجاهدا وحده في البشرات وأن لديه ما يكفي من الغذاء والماء لمدة ست سنوات وإذا انتهت مؤونته فهو يفضل عبور البحر لأرض المسلمين على الإستسلام.

## محاصرة الجيوش اللإسبانية لقوات بن عبو
وعندما رأى خوان النمساوي هذا الموقف من ابن عبو وعلم مقتل الحبقي قرر إنهاء الثورة بالقوة فحاول ابن عبو تنظيم المقاومة من جديد في البشرات وأرسل أخاه غالب إلى منطقة رندة لقيادة الجهاد فيها بينما اتجه خوان النمساوي بقواته إلى وادي أش حيث التقى بقوات دوق دي سياسة وخرج من غرناطة جيش ثالث بقيادة دوق دي ريطصانص في اتجاه البشرات. وسار جيش رابع بقيادة دوق دي أركش إلى بسائط رندة وجبالها فقضى على المجاهدين في تلك المنطقة في 20 سبتمبر 1570م وفي نفس الشهر شن دون ريكصانص هجومه الشامل على البشرات فقتل وحرق وحطم وأباد الشيوخ والأطفال والنساء ووزع على الجنود كعبيد من نجا من نساء وأطفال المسلمين من الموت.
ومن أفعاله الشنيعة إشعال النيران على مداخل الكهوف لخنق المختبئين فيها.
وأمام هذه الهجمة الجديدة لم يبق للجهاد قوة تذكر للدفاع عن الأندلس فأخذت جيوش قشتالة تمزق كل السرايا المقاومة فانهارت المقاومة وامتلأت الشواطئ المغربية والجزائرية باللاجئين الفارين بدينهم وأرواحهم.

## استشهاده
كان يقاتل بالكهوف ولم يبق معه سوى 400مجاهد فقط، وضاقت رقعة المجاهدين فأوعز الاسبان إلى بعض الذين تبقو مع ابن عبو واسمه (الشونيش) ارسلو له اغراءات شديدة بقتل ابن عبو مقابل عفوهم عن اهله واعطاءه وعود كثيره ووعدوه بتسليم زوجته وابنتيه الاسيرتين بشرط ان يقتل ابن عبو أو ان يأتي به حيا، وفي 13 مارس1571 نجحت هذه المؤامرة وهاجم الشونيش الخائن و7من اتباعه على ابن عبو في الكهف الذي كان مختبئا فيه فقاوم حتى استشهد، عندها قام النصارى بجريمة حاقدة بحق جثمان ابن عبو رحمه الله حيث سلمهم الخونه جثمانه فحمل الاسبان جثمانه إلى غرناطه وادخلوه في المدينة في حفل ضخم ووضعوه في قفص حديدي والبسوه لباس كامل ثم حملوه على فرس وقطعوا به المدينة وتتبعه افواج ضخمة من الأندلسيين ثم حملوا الجثمان إلى المحكمة واجروا عليه الإعدام وهو ميت، قطعوا رأسه وسحلوا جسمه في الشوارع ومزقوه واحرقوه في أكبر ساحات غرناطة في همجيه لا تضاهى، ثم وضع الرأس في قفص من حديد فوق المدينة باتجاه جبال البشرات حيث بقي معلقا 30 سنه.